# Jean-Baptiste Vaillant
Pour les articles homonymes, voir Jean-Baptiste Vaillant (homonymie) et Vaillant.
Ne doit pas être confondu avec Jean-Baptiste Philibert Vaillant.
Jean Baptiste Vaillant, né le 3 septembre 1751 à Beaulon où il est mort le 24 septembre 1837, est un général de brigade de la Révolution française.

## États de service
Il entre en service le 6 septembre 1792, comme volontaire dans le 2e bataillon de volontaires de l’Allier, et le 17 septembre il est élu capitaine dans ce même bataillon. Il sert, de 1792 à 1794, à l’armée du Rhin.
Il est promu général de brigade provisoire par le ministre Bouchotte le 25 septembre 1793, et en janvier 1794, il refuse son grade en mettant en avant son manque de qualification. Le 9 mai 1795, il est remis capitaine dans l’armée de la Moselle, et le 19 juin 1795, il est incorporé dans la 17e bis demi-brigade d’infanterie légère, qui formera la 26e demi-brigade d’infanterie. Il est blessé en octobre 1796, en traversant le Rhin, et le 25 juillet 1797, il est nommé capitaine de 2e classe.
Affecté à l’armée d’Italie, il a la jambe emportée et le bras fracturé le 26 mars 1799, dans le village de San Paolo lors de la bataille de Vérone, et le 17 décembre suivant, il est envoyé comme aide de camp à Liège. Il est admis à la retraite le 19 novembre 1800.
Il meurt le 24 septembre 1837.

## Sources
- (en) « Generals Who Served in the French Army during the Period 1789 - 1814: Eberle to Exelmans »
- Arthur Chuquet, Ordres et apostilles de Napoléon (1799-1815), paris, librairie ancienne Honoré Champion, 1911, p. 217